# Roger Kaiser
Roger Allen Kaiser (Dale, 23 febbraio 1939) è un ex cestista e allenatore di pallacanestro statunitense, professionista nella ABL.

## Carriera
È stato selezionato dai Chicago Packers al quarto giro del Draft NBA 1961 con la 41ª scelta assoluta. Ha giocato in seguito nella ABL con i New York Tapers.

## Palmarès
- NCAA AP All-America First Team (1961)
- NCAA AP All-America Second Team (1960)